# Hintertorstraße 1 (Heilbronn-Frankenbach)

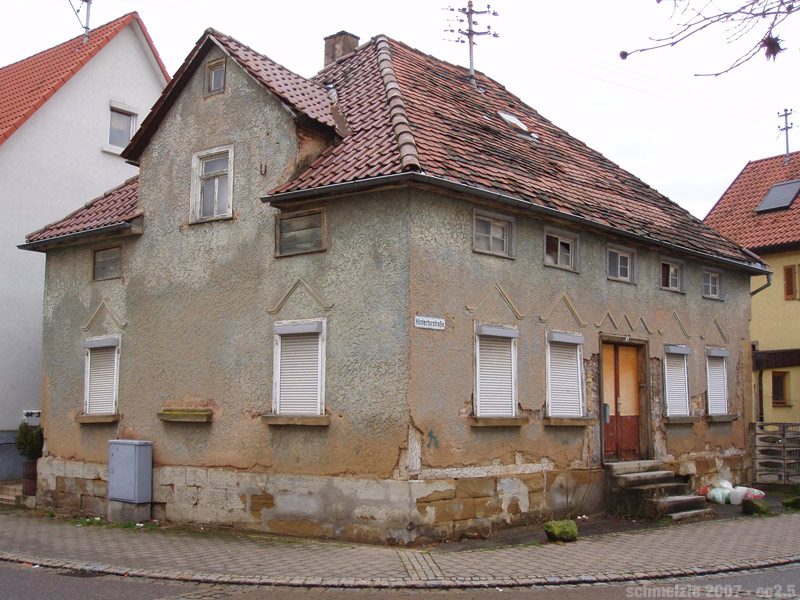
Haus Bohl

Das Haus in der Hintertorstraße 1 im Stadtteil Frankenbach der Stadt Heilbronn ist eines der wenigen erhalten Privathäuser in den eingemeindeten Stadtteilen im Stil des Expressionismus. Das denkmalgeschützte Gebäude gilt als Kulturdenkmal.

## Beschreibung
Das Gebäude wurde 1855 für den Frankenbacher Schäfer Peter Martin Bohl erbaut. Das Gebäude steht auf einem Sockel aus Hausteinen und hat einen verputzten Fachwerkaufbau. Das Haus hat eineinhalb Stockwerke, wobei das halbe Stockwerk der Mezzanin unter dem Walmdach ist. Das Walmdach selbst wird noch durch ein Zwerchhaus bereichert.
Der Expressionismus an dem Gebäude ist an den Giebelformen abzulesen, die in den Jahren zwischen 1920 und 1930 über den Fenstern im Erdgeschoss und über dem Portal angebracht wurden, wobei sich die Giebelchen über den Fenstern von denen über dem Eingangsbereich in Größe und Anzahl wesentlich unterscheiden.
Das Gebäude war schon 2007 nicht mehr bewohnt und befindet sich in stark sanierungsbedürftigem Zustand.